# میریام کازانووا
 میریام کازانووا (انگلیسی: Myriam Casanova؛ زاده ۲۰ ژوئن ۱۹۸۵) یک تنیس‌باز اهل سوئیس است. 